# Barbarisme
Een barbarisme is een woord dat, of een zinswending of conventie die:
- is overgenomen uit, of gevormd naar het voorbeeld van, een vreemde taal;
- en in gezaghebbende taalvoorschriften wordt afgekeurd als strijdig met het eigen karakter van de taal waarin het/zij is overgenomen.

Barbarismen worden op het tweede criterium formeel onderscheiden van ontleningen (leenwoorden, leenuitdrukkingen enz.), die ondanks hun uitheemse oorsprong niet noodzakelijkerwijs worden afgekeurd. Het radicaal afkeuren van alle ontleningen wordt taalpurisme genoemd.
In de praktijk is het moeilijk een woord of zinswending eenduidig als barbarisme dan wel als ontlening te classificeren, daar de gezaghebbende taalvoorschriften elkaar vaak tegenspreken over de mate van aanvaardbaarheid van een ontlening.

## Taalniveaus van gebruik
Barbarismen komen op alle taalniveaus voor, de irritatie over de fout verschilt per niveau. Een ordening van de niveaus volgens de gevoeligheid voor fouten van belangrijk naar minst belangrijk:
- syntactische barbarismen - syntactische constructies die uit een andere taal worden overgenomen. Bijvoorbeeld 'Hij was de eerste om daar voet aan wal te zetten.' in de betekenis van 'Hij was de eerste die daar voet aan wal zette.' (naar het Engelse He was the first to ....)
- morfologische barbarismen - woordvormingen die uit een andere taal worden overgenomen. Bijvoorbeeld 'hoogspanning' voor 'hoge spanning' (naar het Duitse Hochspannung).
- semantische barbarismen - woorden of constructies die worden gebruikt in de betekenis van woorden of constructies uit andere talen die daarop lijken. Bijvoorbeeld het gebruik van 'administratie' in de betekenis van 'bestuur' (naar het Engelse administration).
- lexicale barbarismen - het gebruiken van woorden die gevormd zijn naar het voorbeeld van woorden uit een andere taal. Bijvoorbeeld 'vermidden' voor 'omgeving' (naar het Friese fermidden).
- orthografische barbarismen - het gebruik van schriftconventies van andere talen. Bijvoorbeeld het gebruik van de apostrof in genitieven, zoals Jan's fiets voor Jans fiets.
- fonologische barbarismen - het gebruiken van klanken of klankregels uit een andere taal. Bijvoorbeeld de uvulaire (naar het Frans) of retroflexe (naar het Engels) uitspraak van de /r/.
- fonetische barbarismen - het gebruik van uitspraakverschijnselen uit andere talen. Bijvoorbeeld de typische snelle toonwisselingen van het Engels of Fries in het Nederlands.
- pragmatische barbarismen - op zich juiste, maar ongebruikelijke constructies die worden gebruikt onder invloed van een taal waarin ze wel gebruikelijk zijn. Bijvoorbeeld 'U maar eerst' voor 'Gaat u voor' (naar het Friese Jo mar earst). Meestal grappig bedoeld zoals in cabaret.

## Acceptatie
De Dikke Van Dale gebruikt sinds de 13e herziene uitgave van 1999 voor (vermeende) barbarismen niet langer de labels gallicisme, anglicisme en germanisme, die een connotatie van afkeuring dragen. Wel wordt vermeld dat een woord of uitdrukking een vertaling, een leenvertaling of een leenbetekenis/betekenisontlening is.

## Herkomst en naam
Hieronder een lijst met enkele, naar de naam van de donortaal gerangschikte barbarismen:
- een anglicisme (uit het Engels) - 'vroeger of later'
- een arabisme (uit het Arabisch) - '… is de moeder aller …'
- een frisisme (uit het Fries) - 'Hij was van plan om erheen.'
- een gallicisme (uit het Frans) - 'akkoord zijn'
- een germanisme (uit het Duits) - 'middels deze brief'
- een graecisme (uit het Grieks) - 'En verre van hen was een kudde veler zwijnen, weidende.' (Statenvertaling Mat 8:30).
- een hebraïsme (uit het Hebreeuws) - 'het heilige der heiligen', een Hebreeuwse genitief
- een hispanisme (uit het Spaans) - de Katholieke Koningen
- een latinisme (uit het Latijn) - 'ijs en weder dienende', een ablativus absolutus
- een lusitanisme (uit het Portugees)
- een semitisme (uit Semitische talen, met name het Hebreeuws en het Aramees) - komt vaak voor in het Nieuwe Testament[2]

## Dialectismen
Binnen een taalgebied kunnen verschillende taalnormen bestaan. Woorden, constructies en zinswendingen met een beperkte regionale spreiding worden wel dialectismen genoemd. De begrippen hollandisme en belgicisme verwijzen naar taalvormen die beperkt zijn tot het Nederlands-Nederlands respectievelijk het Belgisch-Nederlands. 
Voorbeelden:
- een Oost-Nederlands dialectisme: 'Ik heb de band lek.'
- hollandismen: vast en zeker, zwager
- belgicismen: zeker en vast, schoonbroer